# El Limón, El Limón
El Limón är en kommunhuvudort i Mexiko.   Den ligger i kommunen El Limón och delstaten Jalisco, i den södra delen av landet, 500 km väster om huvudstaden Mexico City. El Limón ligger 880 meter över havet och antalet invånare är 3 312.
Terrängen runt El Limón är huvudsakligen kuperad, men åt sydväst är den platt. Runt El Limón är det ganska tätbefolkat, med 129 invånare per kvadratkilometer. Närmaste större samhälle är El Grullo, 6,8 km väster om El Limón. Trakten runt El Limón består till största delen av jordbruksmark.